# Весёлый (Зассовское сельское поселение)
Весёлый — хутор в Лабинском районе Краснодарского края.
Входит в состав Зассовского сельского поселения.

## Население
| 2002 | 2010 |
| ---- | ---- |
| 140  | ↘138 |

## Улицы
- ул. Поперечная,
- ул. Пушкина,
- ул. Центральная.